# Chatom
Chatom ist eine Town im sowie County Seat des Washington County des US-Bundesstaats Alabama mit einer Gesamtfläche von 28,2 km². Das U.S. Census Bureau hat bei der Volkszählung 2020 eine Einwohnerzahl von 1.104 ermittelt.

## Demographie
Nach der Volkszählung aus dem Jahr 2000 hatte Chatom 1193 Einwohner, die sich auf 449 Haushalte und 308 Familien verteilten. Die Bevölkerungsdichte betrug somit 42,3 Einwohner/km². 67,23 % der Bevölkerung waren weiß, 32,1 % afroamerikanisch. In 38,1 % der Haushalte lebten Kinder unter 18 Jahren. Das Durchschnittseinkommen betrug 31.319 Dollar pro Haushalt, wobei 23,5 % der Bevölkerung unterhalb der Armutsgrenze lebten.